# Секретарьов Анатолій Михайлович
Анатолій Михайлович Секретарьов — український краєзнавець, композитор, музикант, поет. Народився 30 січня 1947 року в Черкасах. Мешкав біля Вінниці в с. Комарів. Багато співпрацював з гуртами Очеретяний кіт та JazzForACat. Помер 24 квітня 2023 року. Похований в селі, де жив.

## Життєпис
Народився в сім'ї військового фінансиста і вчительки. У 1953 році сім'я переїхала з Рівного до Черкас, куди перевели батька. Провчився чотири роки на фізико-технічному факультеті Харківського університету імені Василя Каразіна. Перевівся у Київ – на механіко-математичний факультет. Вступив у аспірантуру, але не закінчив її. Від 1971-го по 1975 рік працював інженером-технологом у військовій частині у Білій Церкві. З 1975-го – був асистентом кафедри вищої математики Вінницького політехнічного інституту.

## Творчість
Працював головним редактором газети ”Резонанс”. Видав книжки ”Місто над Бугом – 400 років тому і потому”, аудіозбірку ”Дніпровські казки”, а також три збірки власних поезій. 2011 року випустив збірку власних переспівів творів російського поета Йосипа Бродського. Автор і виконавець власних пісень. Автор книжки ««Горби»: українські варіації поезій Бродського», яка містить його переспіви поезій російського поета українською мовою. Книжка оформлена світлинами фотохудожника Олега Усатюка.